# بیمارستان یادبود بال
بیمارستان یادبود بال (به انگلیسی: Ball Memorial Hospital) بیمارستانی در کشور ایالات متحده آمریکا است و دارای ۷۰۶ تخت است.